# Elko, Nevada
Đã đưa tham số không hợp lệ vào hàm {{#coordinates:}}
Elko là một thành phố quận lỵ của quận Elko6 thuộc tiểu bang Nevada, Hoa Kỳ. Theo điều tra dân số của Cục điều tra dân số Hoa Kỳ năm 2000, cộng đồng này có dân số 16.980 người. Thành phố nằm hai bên bờ sông Humboldt. Đây là thành phố chính của Khu vực thống kê tiểu đô thị Elko gồm cả Elko và quận Eureka. và có tổng dân số 46.942 người.2